# Oberselbach
Oberselbach ist ein Ortsteil im Stadtteil Bärbroich an der östlichen Grenze von Bergisch Gladbach. In der Nähe mündet der namensgebende Selbach in den Dürschbach.

## Geschichte
Die Siedlung Oberselbach wird bereits 1392 urkundlich als „Seylbach“ erwähnt. Im Urkataster ist sie als Ober-Selbach östlich von Wüstenherscheid verzeichnet. Etymologisch steht das indogermanische „Sel“ für Sumpf und bedeutet eine topographische Lage in einer wasser- und sumpfreichen Landschaft.
In der Aufstellung des Königreichs Preußen für die Volkszählung 1885 wurde Oberselbach, damals noch unter dem Namen Ober Selbach, als Wohnplatz der Landgemeinde Bensberg im Kreis Mülheim am Rhein aufgeführt. Zu dieser Zeit wurden 5 Wohnhäuser mit 20 Einwohnern gezählt.
Um 1970 lebten hier 35 Menschen, darunter 10 Kinder. Im April 2017 zählte man nur noch 14 Einwohner, darunter keine Kinder. Das Dörfchen besteht aus acht Wohnhäusern. Eins davon ist unbewohnt.
Inzwischen sind 2 junge Familien ins Dorf gezogen.